# Canton de Golbey
Le canton de Golbey est une circonscription électorale française située dans le département des Vosges et la région Grand Est.

## Histoire
Un nouveau découpage territorial des Vosges entre en vigueur à l'occasion des premières élections départementales suivant le décret du 27 février 2014. Les conseillers départementaux sont, à compter de ces élections, élus au scrutin majoritaire binominal mixte. Les électeurs de chaque canton élisent au Conseil départemental, nouvelle appellation du Conseil général, deux membres de sexe différent, qui se présentent en binôme de candidats. Les conseillers départementaux sont élus pour 6 ans au scrutin binominal majoritaire à deux tours, l'accès au second tour nécessitant 12,5 % des inscrits au 1er tour. En outre la totalité des conseillers départementaux est renouvelée. Ce nouveau mode de scrutin nécessite un redécoupage des cantons dont le nombre est divisé par deux avec arrondi à l'unité impaire supérieure si ce nombre n'est pas entier impair, assorti de conditions de seuils minimaux. Dans les Vosges, le nombre de cantons passe ainsi de 31 à 17.
Le canton de Golbey est formé de communes des anciens cantons de Châtel-sur-Moselle (9 communes) et de Épinal-Ouest (5 communes). Il est entièrement inclus dans l'arrondissement d'Épinal. Le bureau centralisateur est situé à Golbey.

## Représentation
| Période élective | Période élective | Mandat | Mandat   | Identité            | Nuance | Nuance | Qualité                                                                                      |
| ---------------- | ---------------- | ------ | -------- | ------------------- | ------ | ------ | -------------------------------------------------------------------------------------------- |
| 2015             | 2021             | 2015   | 2021     | Raphaëla Canteri    |        | DVD    | Responsable commerciale dans l’énergie adjointe au maire d’Épinal chargée des travaux        |
| 2015             | 2021             | 2015   | 2021     | Dominique Momon     |        | DVD    | Employé de banque Maire de Thaon-les-Vosges (2008-2015) puis de Capavenir Vosges (2016-2020) |
| 2021             | 2028             | 2021   | en cours | Dominique Marquaire |        | UDI    | Conseillère à l'emploi, adjointe au maire de Thaon-les-Vosges                                |
| 2021             | 2028             | 2021   | en cours | Stéphane Viry       |        |        | Avocat - Député, ancien adjoint au maire d'Épinal                                            |

### Résultats détaillés

#### Élections de mars 2015
À l'issue du 1er tour des élections départementales de 2015, deux binômes sont en ballottage : Jordan Grosse-Cruciani et Cathy Schneider (FN, 32,14 %) et Raphaëla Canteri et Dominique Momon (DVD, 31,13 %). Le taux de participation est de 49,56 % (9 681 votants sur 19 535 inscrits) contre 52,67 % au niveau départemental et 50,17 % au niveau national.
Au second tour, Raphaëla Canteri et Dominique Momon (DVD) sont élus avec 61,51 % des suffrages exprimés et un taux de participation de 49,59 % (5 503 voix pour 9 687 votants et 19 535 inscrits).

#### Élections de juin 2021
Le premier tour des élections départementales de 2021 est marqué par un très faible taux de participation (33,26 % au niveau national). Dans le canton de Golbey, ce taux de participation est de 28,93 % (5 662 votants sur 19 571 inscrits) contre 33,12 % au niveau départemental. À l'issue de ce premier tour, deux binômes sont en ballottage : Dominique Marquaire et Stéphane Viry (Union à droite, 47,48 %) et Angélique Revire et Philippe Rollot (RN, 24,13 %).
Le second tour des élections est marqué une nouvelle fois par une abstention massive équivalente au premier tour. Les taux de participation sont de 34,36 % au niveau national, 33,77 % dans le département et 30,55 % dans le canton de Golbey. Dominique Marquaire et Stéphane Viry (Union à droite) sont élus avec 72,29 % des suffrages exprimés (4 025 voix pour 5 980 votants et 19 574 inscrits),,.

## Composition
Lors du redécoupage de 2014, le canton de Golbey comprenait quatorze communes entières.
À la suite de la création de la commune nouvelle de Thaon-les-Vosges au 1er janvier 2016 (nommée Capavenir Vosges jusqu'en 2022), par regroupement entre Thaon-les-Vosges, Girmont et Oncourt, le canton comprend désormais douze communes entières.
| Nom                            | Code Insee | Intercommunalité | Superficie (km2) | Population (dernière pop. légale) | Densité (hab./km2) | Modifier                                    |
| ------------------------------ | ---------- | ---------------- | ---------------- | --------------------------------- | ------------------ | ------------------------------------------- |
| Golbey (bureau centralisateur) | 88209      | CA d'Épinal      | 9,49             | 8 827 (2022)                      | 930                | modifier les données · modifier les données |
| Chavelot                       | 88099      | CA d'Épinal      | 6,16             | 1 372 (2022)                      | 223                | modifier les données · modifier les données |
| Darnieulles                    | 88126      | CA d'Épinal      | 10,10            | 1 367 (2022)                      | 135                | modifier les données · modifier les données |
| Domèvre-sur-Avière             | 88142      | CA d'Épinal      | 9,16             | 433 (2022)                        | 47                 | modifier les données · modifier les données |
| Fomerey                        | 88174      | CA d'Épinal      | 5,03             | 141 (2022)                        | 28                 | modifier les données · modifier les données |
| Frizon                         | 88190      | CA d'Épinal      | 11,75            | 484 (2022)                        | 41                 | modifier les données · modifier les données |
| Gigney                         | 88200      | CA d'Épinal      | 5,09             | 58 (2022)                         | 11                 | modifier les données · modifier les données |
| Igney                          | 88247      | CA d'Épinal      | 7,66             | 1 143 (2022)                      | 149                | modifier les données · modifier les données |
| Mazeley                        | 88294      | CA d'Épinal      | 10,39            | 267 (2022)                        | 26                 | modifier les données · modifier les données |
| Thaon-les-Vosges               | 88465      | CA d'Épinal      | 28,37            | 8 433 (2022)                      | 297                | modifier les données · modifier les données |
| Uxegney                        | 88483      | CA d'Épinal      | 8,94             | 2 249 (2022)                      | 252                | modifier les données · modifier les données |
| Vaxoncourt                     | 88497      | CA d'Épinal      | 8,43             | 502 (2022)                        | 60                 | modifier les données · modifier les données |
| Canton de Golbey               | 8808       |                  | 120,57           | 25 276 (2022)                     | 210                | modifier les données                        |

## Démographie
En 2022, le canton comptait 25 276 habitants, en évolution de −2,1 % par rapport à 2016 (Vosges : −2,96 %, France hors Mayotte : +2,11 %).
| 2013   | 2018   | 2022   |
| ------ | ------ | ------ |
| 25 891 | 25 522 | 25 276 |